# Честерфилд (Мисури)
Честерфилд (енгл. Chesterfield) град је у америчкој савезној држави Мисури.

## Демографија
По попису из 2010. године број становника је 47.484, што је 682 (1,5%) становника више него 2000. године.
| Група             | 2000.          | 2010.          |
| Белци             | 42.190 (90,1%) | 40.163 (84,6%) |
| Афроамериканци    | 872 (1,9%)     | 1.257 (2,6%)   |
| Азијати           | 2.603 (5,6%)   | 4.091 (8,6%)   |
| Хиспаноамериканци | 726 (1,6%)     | 1.323 (2,8%)   |
| Укупно            | 46.802         | 47.484         |